# Лежанка (село)
Лежа́нка — село в Горьковском районе Омской области России, административный центр Лежанского сельского поселения.

## Физико-географическая характеристика
Деревня находится в северной лесостепи, в пределах Омского увала, западной слегка возвышенности части Барабинской низменности, относящейся Западно-Сибирской равнины, на правом
высоком берегу реки Иртыш. В окрестностях деревни распространены пойменные кислые почвы и чернозёмы.
По автомобильным дорогам расстояние до областного центра города Омск составляет 64 км, до районного центра посёлка Горьковское — 78 км.

## История
Основано в 1800 году выходцами из села Битеинского и деревни Верхняя Бития как селение государственных крестьян. Позднее в деревне селили и ссыльных. Основное занятие населения: возделывание пшеницы, ржи, ячменя, овса, развито скотоводство и молочное животноводство, занимались рыболовством. В деревне имелись ветряные мельницы, кузницы, частная маслобойня, лавки. В 1903 году было открыто начальное народное сельское училище.
До 1917 года село входило в состав Крупянской волости Тюкалинского уезда Тобольской губернии, до 1924 года в составе Крупянской волости Омского уезда Омской губернии. Затем входило в состав Бородинского, с 1929 года Омского района, в 1931 году Иконниковского (Горьковского) района.
В 1917 году образовалось потребительское общество. В 1930 году в селе открылась сельскохозяйственная артель образовалась в селе в 1930 году, в 1950 году Лежанка стала центром укрупненного колхоза «Красный Колос». В 1958 году деревня вошла в состав колхоза — гиганта «Советская Сибирь». В 1973 году в результате разукрупнения колхоза Лежанка стала центром колхоза «Дружба».

## Население
Динамика численности населения по годам:
| 1897 | 1920 | 1989 | 1995 |
| ---- | ---- | ---- | ---- |
| 445  | 680  | 1132 | 1201 |

| 2002 | 2010 | 2021 |
| ---- | ---- | ---- |
| 997  | ↘851 | ↘805 |

## Инфраструктура
В селе действуют средняя школа, детский сад, дом культуры, библиотека, ФАП.